# Henrik Larsson
W treści tego artykułu od 2009-06 występują prawdopodobnie wyrażenia zwodnicze, co nie jest zgodne z zasadami przyjętymi w Wikipedii.
Dokładniejsze informacje o tym, co należy poprawić, być może znajdują się w dyskusji tego artykułu.
 Po wyeliminowaniu niedoskonałości należy usunąć szablon {{Dopracować}} z tego artykułu.
Edward Henrik Larsson (wym. [ˈhɛnrɪk ˈlɑːʂɔn]; ur. 20 września 1971 w Helsingborgu) – szwedzki piłkarz występujący na pozycji napastnika, reprezentant Szwecji w latach 1993–2009, brązowy medalista mistrzostw świata, trener piłkarski. Kawaler Orderu Imperium Brytyjskiego (MBE).

## Kariera klubowa

### Högaborgs BK oraz Helsingborgs IF
Larsson rozpoczął profesjonalną karierę piłkarza w klubie Högaborgs BK w wieku 17 lat. Szybko jednak przeniósł się do Helsingborga. Już po pierwszym sezonie było wiadome, że Larsson nie zostanie długo w Szwecji. Jego 50 bramek w 56 występach w lidze spowodowało, że posypały się oferty z Europy. Pomimo uzgodnienia kontraktu ze szwajcarskim Grasshoppers Zurych, Larsson wybrał ofertę ostatniej chwili z Feyenoordu.

### Feyenoord
Transfer do Feyenoordu w 1993 roku kosztował Holendrów 295 000 funtów. Dzięki bramkom i swej niecodziennej fryzurze (dredy) szybko zdobył sympatię fanów. Po czterech sezonach w Rotterdamie i dwóch Pucharach Holandii piłkarz zdecydował się na podjęcie nowego wyzwania. Jak się miało okazać była to życiowa decyzja i zwrotny moment jego kariery.

### Celtic FC
Celtic podpisała kontrakt z Larssonem w lipcu 1997 za sumę odstępnego 650 tys. funtów. Jego debiut w nowym klubie nie był imponujący. W meczu przeciwko Hibernianowi tracił piłkę jak amator. Mecz zakończył się porażką Celtów 2:1. Pierwszy mecz w europejskich pucharach również przyniósł Larssonowi rozczarowanie: strzelił bramkę samobójczą, jednakże jego zespół wygrał 6:2. Po niezbyt imponującym początku sezonu Larsson złapał meczowy rytm i zakończył sezon z 16 bramkami na koncie. Jego bramki pozwoliły na zdobycie Mistrzostwa Szkocji.
Jego karierę zastopowało złamanie nogi w meczu Pucharu UEFA przeciwko Olympique’owi Lyon. Larsson szybko powracał do zdrowia po kontuzji, ale szybko złapał następną kontuzję. Bez kondycji i ogrania Szwed pojechał na turniej Mistrzostw Europy w 2000 roku. Zdobył bramkę w meczu przeciwko Włochom, ale jego słaba dyspozycja odbiła się na drużynie i Szwecja nie zdołała awansować do dalszych gier.
Po przyjściu do klubu trenera Martina O’Neilla odmieniło się oblicze drużyny. Larsson zdobył aż 52 bramki we wszystkich rozgrywkach, a drużyna sięgnęła po mistrzostwo.
Fani Celticu zawsze będą pamiętać o Larssonie ze względu na jego wspaniałą skuteczność. W 315 występach zdobył 242 bramki. W 2001 roku zdobył nagrodę Złotego Buta dla najlepszego strzelca Europy za strzelenie 35 bramek w sezonie.

### FC Barcelona
Larsson na zasadzie wolnego transferu przeszedł z Celtic FC do FC Barcelona w 2004 roku. Debiut w nowym zespole odbył się 29 lipca 2004. W pierwszym sezonie w Barcelonie nie występował zbyt często z powodu poważnej kontuzji, jednak zdobył kilka bramek które przyczyniły się do zdobycia tytułu Mistrza Hiszpanii przez Barcelonę. W 2006 r. z drużyną z Katalonii zdobył Mistrzostwo Hiszpanii, Superpuchar Hiszpanii i Ligę Mistrzów. Latem 2006 roku postanowił ze względów rodzinnych powrócić do Helsingborga.

### Helsingborgs IF
W połowie sezonu 2006 powrócił do Helsingborgs IF. W latach 2006–2009 rozegrał dla tego klubu 84 spotkania w Allsvenskan, w których zdobył 38 bramek. W 2006 roku wywalczył Puchar Szwecji, po pokonaniu w meczu finałowym 2:0 Gefle IF.

### Manchester United
1 stycznia 2007 stał się na zasadzie wypożyczenia zawodnikiem Manchesteru United, prowadzonego przez Alexa Fergusona. Otrzymał koszulkę z numerem 17. W swoim debiucie w barwach Manchesteru zdobył bramkę w 54. minucie meczu przeciwko Aston Villa FC w ramach FA Cup (2:1). Łącznie podczas dwuipółmiesięcznego pobytu w klubie rozegrał 7 ligowych spotkań i strzelił 1 gola. 12 marca powrócił do Helsingborgs IF, by wziąć udział w okresie przygotowawczym do sezonu 2007. Pomimo nierozegrania przez niego wymaganej liczby 10 spotkań, dzięki decyzji władz ligi oficjalnie figuruje jako zdobywca tytułu mistrza Anglii za sezon 2006/07.

## Kariera reprezentacyjna

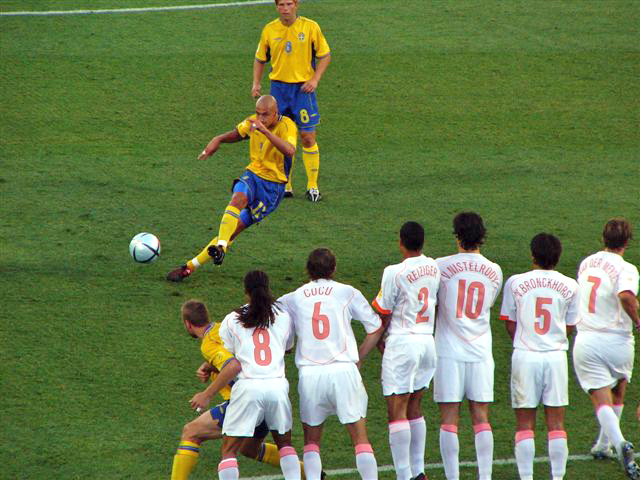
Larsson podczas meczu z Holandią w ćwierćfinale Mistrzostw Europy 2004

W reprezentacji Szwecji zadebiutował 13 października 1993 w meczu przeciwko Finlandii. Drużyna Trzech Koron wygrała to spotkanie 3:2.
Jego decyzja o zrezygnowaniu z gry w reprezentacji (podjęta w 2002 roku) nie została w ojczyźnie dobrze przyjęta. Larsson był kilkakrotnie namawiany do powrotu do reprezentacji, ale nie zmieniał zdania. Dopiero przed finałami Mistrzostw Europy w 2004 roku w Portugalii zdecydował się na ponowne zagranie w żółtej koszulce reprezentacji Szwecji.
W kampanii służącej namówieniu piłkarza do powrotu do gry w narodowym zespole brali udział m.in. Prezydent UEFA Lennart Johansson oraz premier rządu Szwecji. Jego powrót był naprawdę imponujący. W czterech meczach strzelił trzy gole. To pozwoliło Szwedom na awans do ćwierćfinałów. W ćwierćfinale Trzy Korony uległy Holandii dopiero po serii rzutów karnych.
Larsson wystąpił już w ponad stu meczach w zespole narodowym, zdobywając ponad 30 bramek, często grając w linii pomocy lub na skrzydle. Strzelał gole na dwóch turniejach Mistrzostw Świata (1994 i 2002) oraz na dwóch turniejach Mistrzostw Europy (2000 i 2004). Na Mistrzostwach Świata w 1994 roku zdobył z zespołem trzecie miejsce, pokonując w meczu o trzecie miejsce Bułgarów.
Ku zaskoczeniu wszystkich, selekcjoner reprezentacji Szwecji Lars Lagerbäck powołał Larssona na trzecie Mistrzostwa Europy w karierze piłkarza. Larsson znalazł się w 23-osobowej kadrze na turniej w 2008 roku w Austrii i Szwajcarii.

## Kariera trenerska
Od grudnia 2009 do 2012 roku był trenerem szwedzkiego klubu Landskrona BoIS. Była to jego pierwsza posada w roli trenera. W sierpniu 2020 roku objął posadę asystenta trenera klubu FC Barcelona.

## Życie prywatne
Larsson jest synem pochodzącego z wyspy Boa Vista kobowerdyjczyka Francisco Rochy i Szwedki Evy Larsson. Jego matka pracowała w fabryce, a ojciec był marynarzem. Rozstali się oni w 1983 roku, uzgadniając przy tym, że Henrik przyjmie nazwisko matki. On sam jest żonaty i ma dwoje dzieci: syna Jordana (ur. 1997) i córkę Janelle (ur. 2002).

## Sukcesy

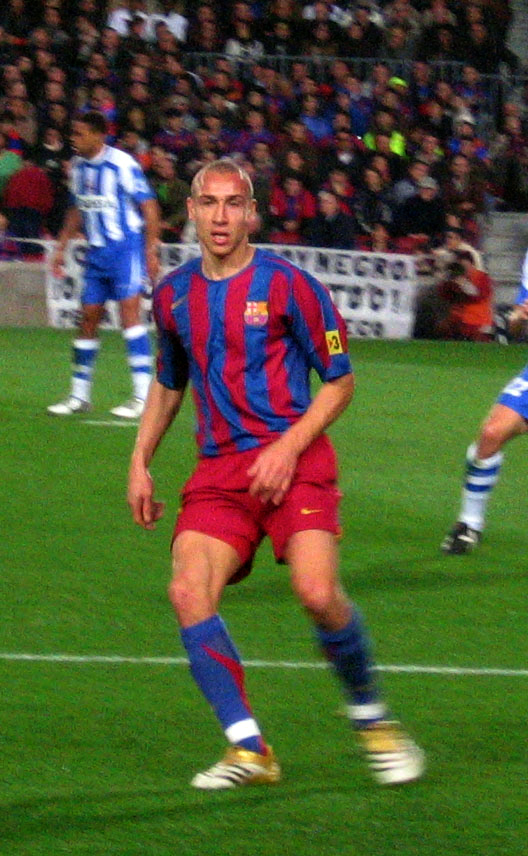
Larsson w barwach klubu FC Barcelona w sezonie 2004/05

### Zespołowe
Szwecja
- brązowy medal mistrzostw świata: 1994

Feyenoord
- Puchar Holandii: 1993/94, 1994/95

Celtic FC
- mistrzostwo Szkocji: 1997/98, 2000/01, 2001/02, 2003/04
- Puchar Szkocji: 2000/01, 2003/04
- Puchar Ligi: 1997/98, 2000/01

FC Barcelona
- Liga Mistrzów UEFA: 2005/06
- mistrzostwo Hiszpanii: 2004/05, 2005/06
- Superpuchar Hiszpanii: 2005

Helsingborgs IF
- Puchar Szwecji: 2006

Manchester United
- mistrzostwo Anglii: 2006/07

### Indywidualne
- król strzelców Scottish Premier League: 1998/99 (29 goli), 2000/01 (35 goli), 2001/02 (29 goli), 2002/03 (28 goli), 2003/04 (30 goli)
- najlepszy strzelec w historii Scottish Premier League: 158 bramek
- Europejski Złoty But: 2001
- Guldbollen: 1998, 2004